# F-22 Raptor
Lockheed Martin F-22 «Raptor» (англ. Raptor — Хищная птица) — американский малозаметный многоцелевой истребитель «пятого поколения», разработанный компаниями Lockheed Martin, Boeing и General Dynamics для борьбы с авиацией противника, прикрытия войск и тыловых объектов от ударов с воздуха, противодействия воздушной разведке противника днём и ночью, в простых и сложных метеоусловиях. F-22 является первым состоящим на вооружении истребителем пятого поколения.
F-22 был принят на вооружение ВВС США 15 декабря 2005 г. и с тех пор стал основой их авиационных сил в обеспечении воздушного превосходства. Несмотря на свою выдающуюся эффективность и передовые характеристики, производство F-22 было приостановлено в 2011 г. из-за высоких затрат на разработку и производство. С 23.10.2002 по 02.05.2012 ВВС США доставлено 187 серийных истребителей.

## История

### Начало работ над истребителем пятого поколения

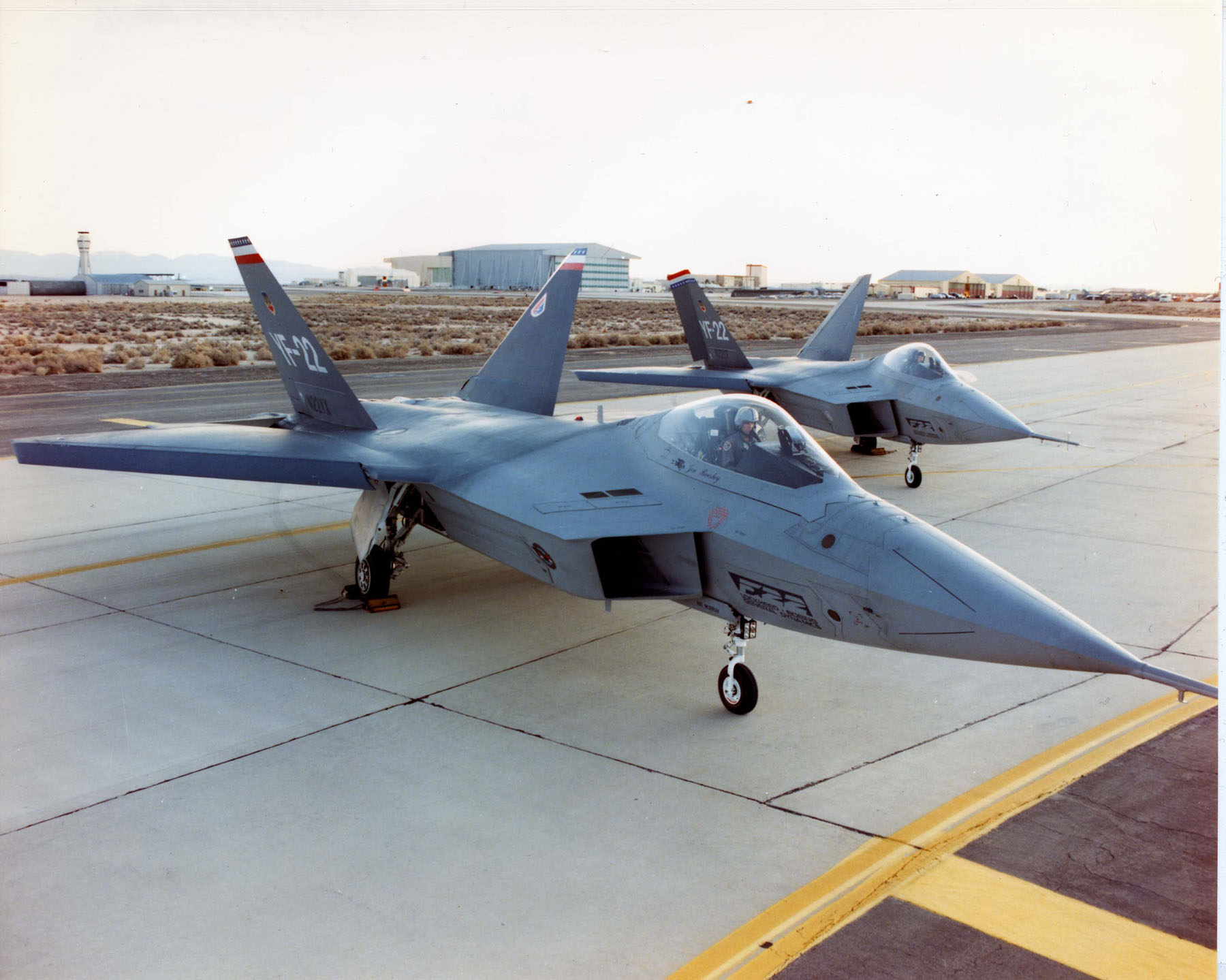
Пара прототипов YF-22 с двигателями GE YF120 и P&W YF119

В 1981 году ВВС США сформулировали требования к новому реактивному истребителю — передовому фронтовому истребителю (ATF), который должен был заменить F-15 Eagle. В новый истребитель предлагалось заложить все новейшие разработки, включая передовую авионику, новые двигатели с цифровым управлением, а также он должен был быть малозаметным для радаров и многофункциональным.
В июле 1986 года было объявлено начало конкурса на проект истребителя пятого поколения. В октябре того же года были отобраны две команды — Lockheed/Boeing/General Dynamics и Northrop/McDonnell Douglas, которые в течение 50 месяцев должны были создать новый истребитель. К 1986 году каждая команда построила по два прототипа самолётов — YF-22 и YF-23; на разработку программы ATF к концу 80-х годов были затрачены огромные средства, поэтому компаниям пришлось отказаться от РЛС бокового обзора, оптико-локационной станции и системы предупреждения о ракетном нападении (на самолётах F-22 устанавливается система AN/ALR-94). Требования к самолёту были снижены, чтобы избежать увеличения стоимости программы разработки, а затем и серийных самолётов.
23 апреля 1990 года ВВС США объявили группу компаний Lockheed/Boeing/General Dynamics победителем в конкурсе на истребитель пятого поколения.

### Программа ATF и F-22 Raptor

Климатические испытания F-22. 8 июня 2002 года, авиабаза Эглин

Первая предсерийная машина поднялась в воздух 7 сентября 1994 года. По сравнению с опытным образцом, F-22 оснащался более мощными двигателями (19 748 кгс против 18 920 на прототипе) с управляемым в вертикальной плоскости вектором тяги, планер самолёта был частично изменён: изменилась форма крыла, рулей высоты, носового обтекателя, фонарь кабины пилота был перемещён вперёд.
Серийное производство самолёта началось в 1997 году.
14 января 1999 года первый серийный F-22 поступил на военную базу «Неллис», находящуюся в пустыне Невада. В 2004 году на новые истребители впервые полностью перешла боевая часть — 27-я эскадрилья тактических истребителей, дислоцирующаяся на авиабазе Лэнгли.
В 2006 году планировалось закупить 382 самолёта для оснащения семи эскадрилий боевого дежурства, в 2008 году план закупки сократился до 188 самолётов, 127 из которых были уже построены. Экономический кризис и огромная стоимость самолёта заставили правительство США отказаться от закупок данного самолёта и сделать упор на программу F-35.
21 января 2009 года группа конгрессменов США направила президенту Бараку Обаме письмо, в котором доложила о распространении ЗРК С-200/300 по всему миру, как главном аргументе за продолжение производства истребителей F-22 Raptor.
6 апреля 2009 года, в рамках публикации проекта бюджета Пентагона на 2010 год, министр обороны США Роберт Гейтс сообщил о планах завершения производства истребителей F-22 в 2011 году на одобренном ранее Конгрессом США количестве в 187 машин. В июле того же года Конгресс отказался от увеличения закупок данного истребителя, начиная с 2010 года в пользу увеличения расходов по программе разработки многоцелевого истребителя F-35. В июле же Сенат США проголосовал за сокращение военного бюджета 2010 года на сумму 1,75 млрд долларов, выделенных на производство F-22 Raptor.
В декабре 2011 года последний серийный истребитель F-22A покинул сборочный цех корпорации Lockheed Martin; он стал 195-м F-22A, выпущенным, начиная с 1997 года, а 2 мая 2012 года стал последним, 187-м серийным истребителем, переданным ВВС США.

## Конструкция
В основу проектирования самолёта положен принцип обеспечения повышенной выживаемости за счёт реализации принципа «First look — first kill» (первый обнаружил — первый поразил). Для этого широко использованы технологии снижения заметности («Stealth»). Важным, характерным для истребителей 5-го поколения конструктивным решением, снижающим заметность самолёта, является размещение штатного вооружения во внутренних отсеках. F-22 имеет и внешние подвески, но установка на них боекомплекта ухудшает малозаметность. Целью данного конструкторского решения было повышение универсальности самолёта.

### Планер

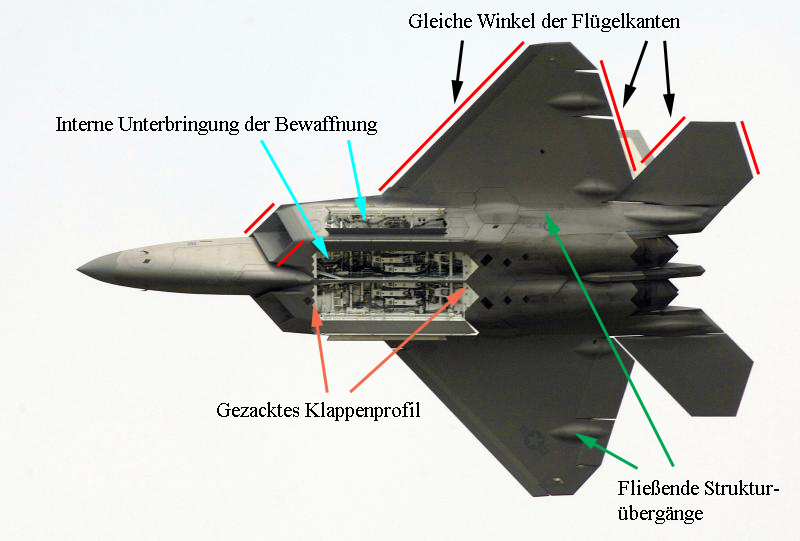
Особенности геометрии самолёта (на немецком)

В конструкции планера самолёта доля полимерных композиционных материалов (ПКМ) составляет не менее 40 % (по другим данным — 60 %), из них не менее 30 % приходится на углепластики, широко применены радиопоглощающие материалы (РПМ). В частности, РПМ конструктивно оформляет кромки крыла самолёта. Большая часть конструкции выполнена из ПКМ на основе бисмалеимидов — класса термостойких полимеров, работоспособных при температурах до 230 градусов по Цельсию. Вторые по значению полимерные композиты представлены термопластичными углепластиками, в частности материалом Avimid K-III фирмы «Дюпон», к достоинствам которых, помимо прочности, ремонтопригодности и термостойкости, относятся лучшие характеристики допускаемой повреждаемости.
Контуры щелей, образующихся в местах соединения фонаря кабины с фюзеляжем, створки отсеков шасси и вооружения имеют пилообразную форму, что также обеспечивает эффективное рассеивание электромагнитной энергии и предотвращает её прямое отражение в направлении приёмопередающей антенны РЛС противника. Крыло — ромбовидное, вертикальный стабилизатор — V-образной формы.
Проектирование самолёта велось с учётом требований боевой живучести. По целому ряду данных, живучесть конструкции планера решена применительно к осколочно-фугасному зажигательному (ОФЗ) снаряду, составляющему основу боекомплекта российских 30-мм авиационных пушек.

### Двигатели

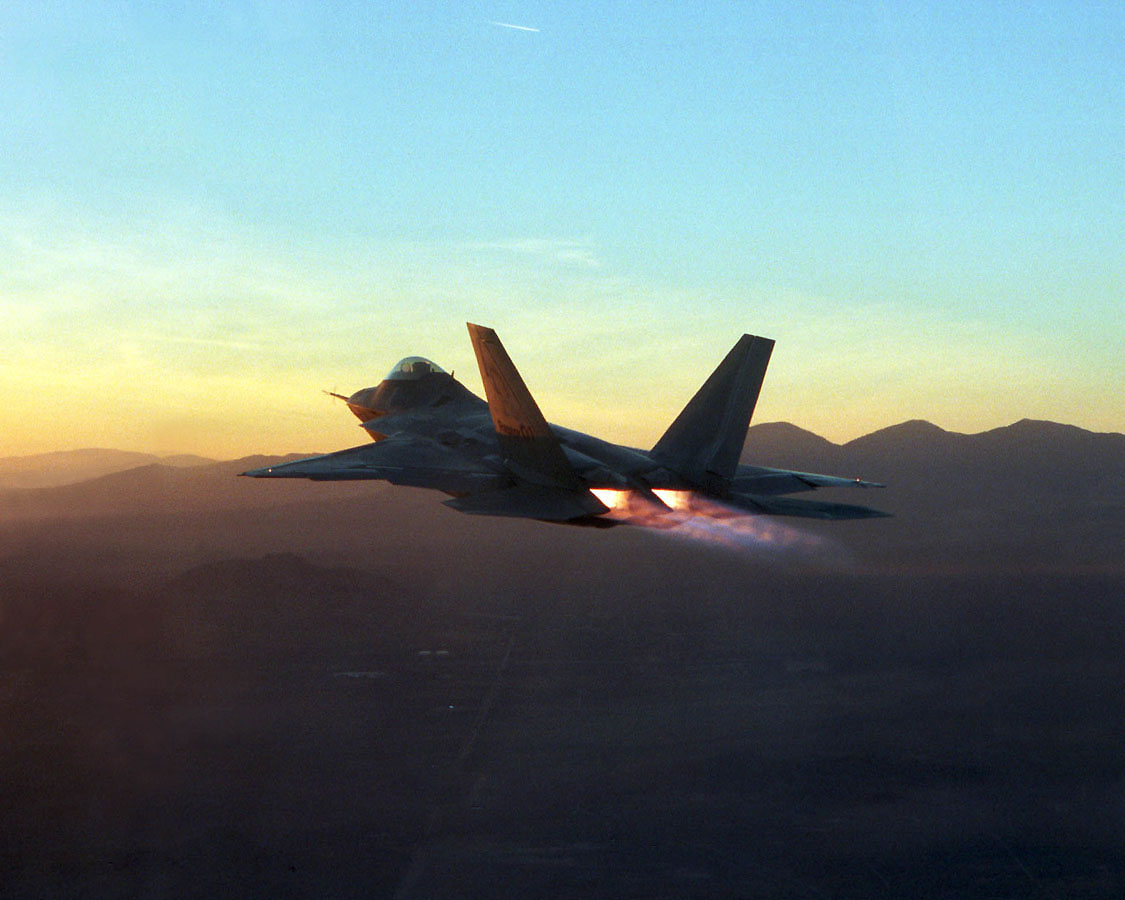
Двигатели Pratt & Whitney F119-PW-100 с плоским реактивным соплом для снижения ИК-заметности

F-22 оснащён двумя турбореактивными двухконтурными двигателями с форсажными камерами (ТРДДФ) Pratt & Whitney F119-PW-100 с тягой 15 876 кгс, и оснащёнными управляемым в вертикальной плоскости вектором тяги. Данные двигатели имеют бесфорсажную тягу около 10 000 кгс и позволяют самолёту совершать полёт на сверхзвуковой скорости без использования форсажа, что является важным тактическим преимуществом.
Сопла двигателей имеют плоскую форму, снижающую заметность самолёта в инфракрасном диапазоне. В конструкции сопловых устройств применён радиопоглощающий материал на основе керамики, который снижает радиолокационную заметность самолёта.

### Бортовое оборудование
F-22 Raptor управляют две отказоустойчивые бортовые ЭВМ, называемые CIP — Common Integrated Processor. В каждом из них — 66 модулей, основой каждого модуля является 32-разрядный RISC-процессор i960.

#### Бортовая РЛС
F-22 оборудован РЛС AN/APG-77 с активной фазированной антенной решёткой. Антенна такого типа состоит из ~2000 приёмно-излучающих элементов. Основным достоинством такой антенны является электронное управление главным лепестком диаграммы направленности (аналог сканирования лучом) — нет нужды в механическом сканировании, что упрощает конструкцию и повышает надёжность работы. Дальность обнаружения цели c ЭПР = 1 м² — 225 км (обычный режим) и 193 км (режим LPI), крылатая ракета (0,1 м²) — 125—110 км. Инструментальная дальность БРЛС — 525 км.
Способность радара работать в режиме низкой вероятности перехвата (LPI) делает бесполезными обычные системы СПО/РТР. Радар AN/APG-77 способен осуществлять активный радарный поиск самолёта-истребителя, оборудованного аппаратурой СПО/РТР таким образом, чтобы цель не знала, что она облучается. В отличие от обычных радаров, которые излучают мощные импульсы энергии в узком диапазоне частот, AN/APG-77 излучает низкоэнергетические импульсы в широком диапазоне частот, используя технику, названную широкополосной передачей. Когда многократные эхо-сигналы возвращаются, процессор обработки сигналов РЛС объединяет эти сигналы. Количество энергии, отражённой назад от цели — на том же самом уровне, как и у обычного радара, но так как каждый импульс LPI имеет значительно меньшее количество энергии и различную структуру сигналов, цели будет трудно обнаружить F-22.

#### Каналы передачи данных
Самолёт оснащён интегрированной системой связи, навигации и идентификации, первоначально разработанной компанией TRW. В её состав входит система радиолокационного опознавания — «свой-чужой», а также защищённые и помехоустойчивые каналы IFDL и Link-16 JTIDS. 
На самолёте реализована схема как приёма, так и передачи данных по каналу IFDL между другими F-22, тогда как канал Link-16 JTIDS по соображениям улучшения радиолокационной малозаметности реализован только для приёма данных. 
В рамках модернизации Increment 3.2 истребитель планировалось оснастить более современным каналом MADL, устанавливаемым на бомбардировщики B-2 Spirit и многоцелевые истребители F-35 Lightning II. Однако в 2010 году ВВС США отказались от этой инициативы в пользу малозаметности.

### Вооружение
Вооружение F-22:

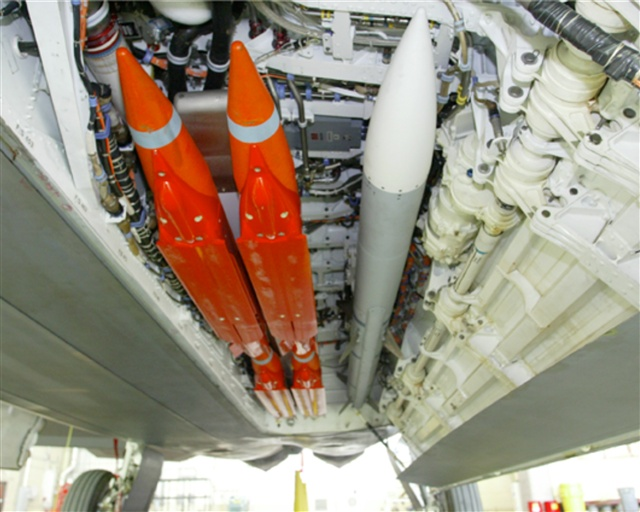
Четыре авиабомбы GBU-39 вместе с ракетой AIM-120 в отсеке вооружения F-22

- 20-мм пушка M61A2 Vulcan (480 снарядов);
- Ракеты класса воздух-воздух:
  - шесть AIM-120C AMRAAM;
  - две AIM-9M Sidewinder.
- Корректируемые авиабомбы JDAM.

F-22 совместим с управляемыми высокоточными авиабомбами GBU-39 и SDB-53/B, выполнялись тестовые сбросы, однако, на 2015 год планов по интеграции их с F-22 заявлено не было. 
Истребитель способен производить пуски ракет и сброс бомб из внутренних отсеков на сверхзвуковых скоростях.

### Запас топлива

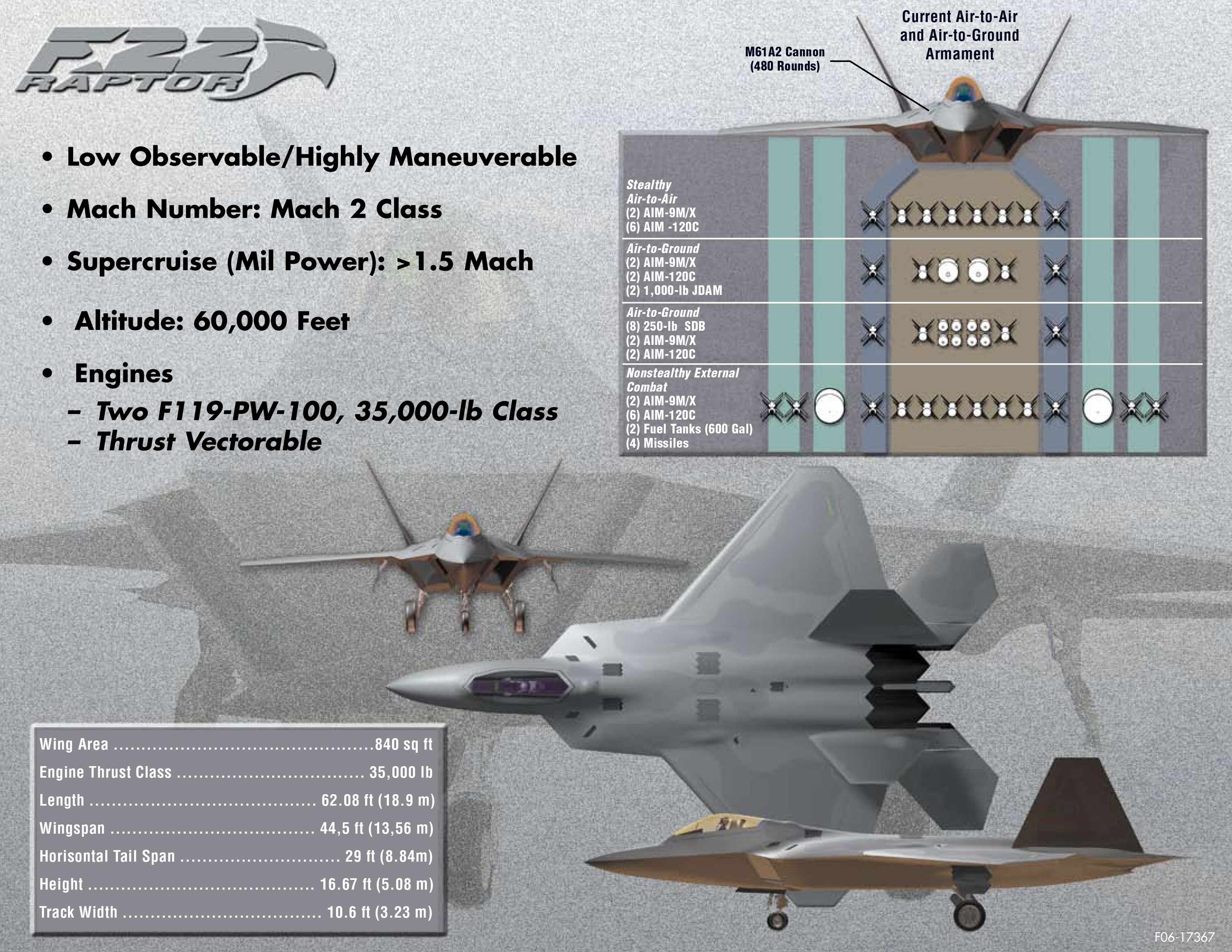
Плакат USAF, обзор основных особенностей и вооружения

По информации от экспертов военно-аналитического журнала Armada international, истребитель F-22 несёт внутри фюзеляжа весьма ограниченный запас топлива (всего 8,2 тонны), что делает его критически зависимым от возможности дозаправки в воздухе.

## Производство
Серийное производство самолёта началось в 2001 году.
К 2004 году был построен в общей сложности 51 самолёт.
13 декабря 2011 года сборочный цех корпорации Lockheed Martin в Мариэтта (штат Джорджия) покинул последний серийный истребитель F-22A, с бортовым номером 10-4195. Он стал 195-м F-22A, выпущенным, начиная с 1997 года.

### Стоимость самолёта
F-22 — один из самых дорогих истребителей в мире, стоящих на вооружении. Себестоимость производства одного самолёта оценивается в 146,2 млн долл. (на 2008 год), а полная цена с учётом всех косвенных затрат и при ожидаемом объёме производства — 350 млн.
Главным образом такая высокая стоимость явилась причиной многократного сокращения объёмов закупки данного самолёта. Из первоначально запланированных 750 единиц за всё время производства истребителя было закуплено всего 187 машин.
Иногда об F-22 говорят, что он «на вес золота», что буквально соответствовало финансовым рынкам на февраль 2006 года — стоимость 19,7 тонны чистого золота (вес пустого F-22A) в этот период составляла те же 350 млн долларов.
При этом F-22 — не самый дорогой самолёт в мире вообще. Самый дорогой — малозаметный бомбардировщик B-2 Spirit, каждый из которых обошёлся ВВС США без учёта НИОКР в 1,157 млрд долларов, а с учётом НИОКР — в 2,1 млрд долларов.
По данным Главного контрольного управления (GAO) США, на конец 2010 года полная цена одного самолёта F-22 (с учётом стоимости программы разработки) достигла 411,7 млн долларов.

## Экспорт
Данный истребитель никогда не продавался за границу: в 1998 году поставки самолёта на экспорт были запрещены Конгрессом США после запроса Японии.

## Эксплуатация

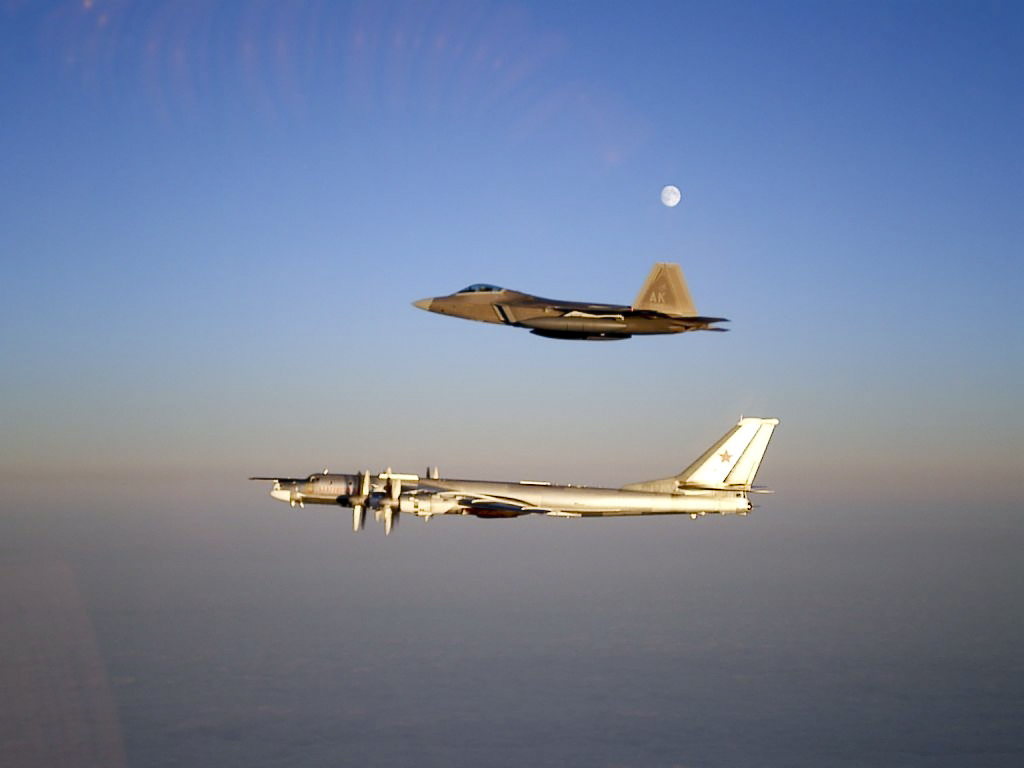
F-22 сопровождает российский самолёт Ту-95, пролетающий вблизи Аляски

В 2006 году были проведены учения «Норден Эйдж», в которых проводились учебные воздушные бои 12 истребителей F-22 с F-15, F/A-18C и F/A-18E. За первую неделю учений самолёты F-22 условно сбили 144 самолёта противника без потерь со своей стороны. Всего за две недели учений группировка F-22 одержала 241 условную победу, потеряв два самолёта.
В июне 2012 года на Аляске были проведены учения, включавшие индивидуальные воздушные бои истребителей F-22 с «Тайфунами» под управлением немецких пилотов. По словам майора Марка Грюна, участвовавшего в учениях, в ходе учений противники сражались на равных, на больших расстояниях F-22 имел преимущество за счёт новейшего оборудования, однако на близкой дистанции более лёгкий Тайфун оказывался в выгодном положении. Аналогичный случай произошёл в июле 2015 года, когда истребитель пятого поколения F-35 проиграл ближний бой F-16, стоящему на вооружении с 1979 года.

### Эксплуатационные расходы

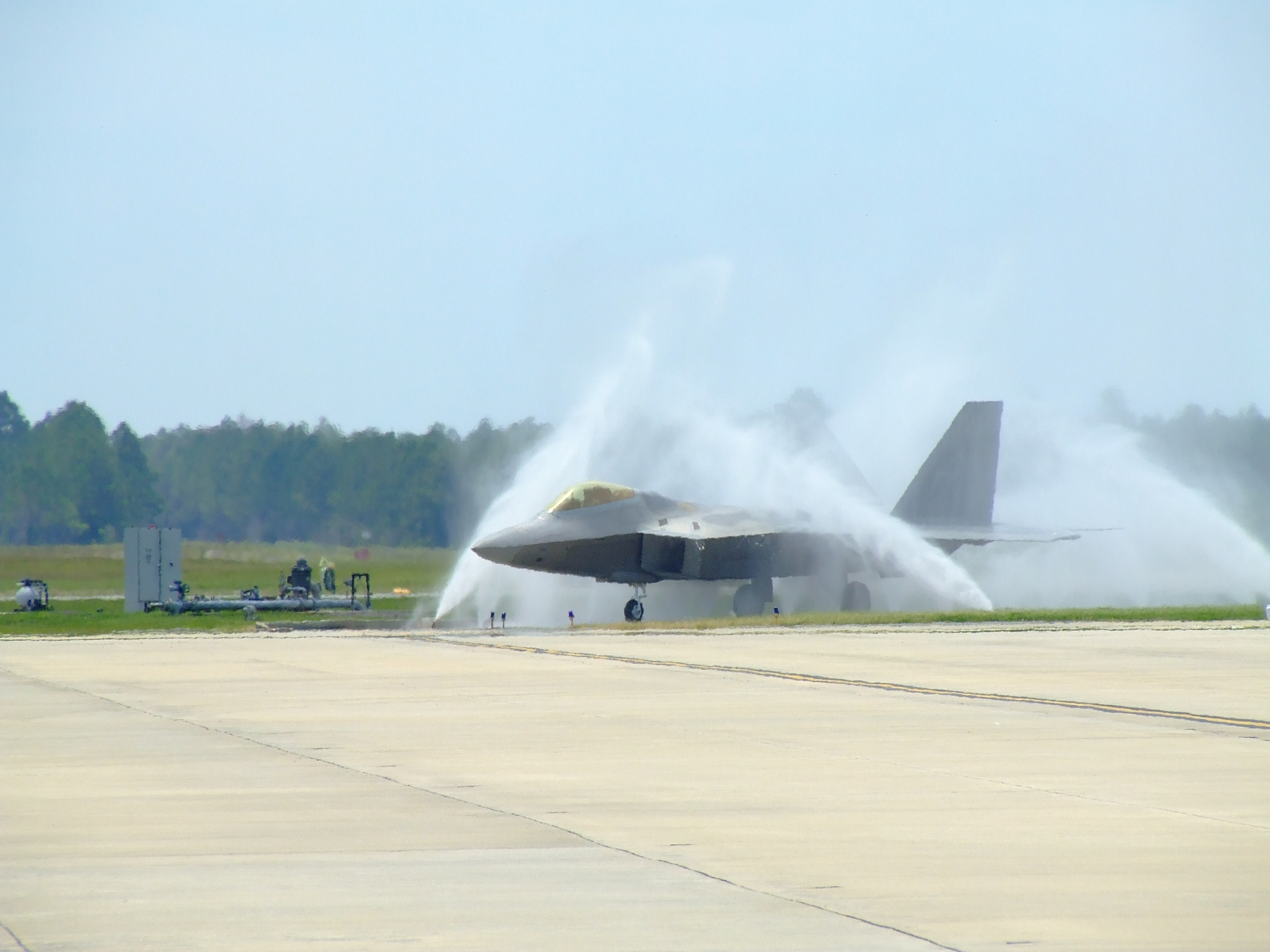
Наружная автоматическая мойка «Раптора»

По утверждению Пентагона, эксплуатационные расходы на единицу F-22 не намного превышают аналогичные показатели других истребителей. Однако данное утверждение было подвергнуто сомнению и критике в некоторых американских СМИ. По мнению газеты «The Washington Post», эксплуатационные расходы на данный истребитель намного выше цифр, заявленных Пентагоном. Статья в газете утверждала, что связано это было с уязвимостью радиопоглощающего покрытия, ускоренный износ которого, по словам автора статьи, мог вызвать даже обычный дождь. Также, со ссылкой на неназванных американских военных, газета сообщала что себестоимость лётного часа F-22 составляет 44 тыс. долл.
На слушаниях в Сенате США представители Пентагона назвали сообщения в «Вашингтон пост» необоснованным и далее сделали следующее заявление:

— за 2008-й финансовый год, стоимость одного часа полёта F-22, включающая только переменные затраты, составила 19 750 долл. В то время, как для F-15 этот показатель был 17 465 долл. США; 
— за тот же 2008-й финансовый год, полная стоимость одного часа полёта F-22, включающая переменные, постоянные и прочие косвенные затраты, составила 44 259 долл. В то время, как для F-15 тот же показатель составил 30 818 долл. США; 
— дождь, другие атмосферные осадки, климатические и погодные условия никак не влияют на работоспособность радиопоглощающих покрытий F-22 Raptor; процент боеготовности F-22 Raptor с 2004 по июль 2009 года увеличился с 62 до 68 процентов. 
— Средний уровень боеготовности всего остального авиапарка составляет 64,5 %; 
— трудоёмкость межполётного обслуживания F-22 составляет 13 часов на 1 час полёта. По планам, на июль 2009 года трудоёмкость должна была составлять 19 часов на 1 час полёта, а по окончании «взросления» должна быть доведена до 11 часов.
О некоторых проблемах с антирадарным покрытием также сообщалось в заметках журнала Air Force Magazine, опубликованных 13-20 июля 2009 года. Как пишет журнал, проблема заключалась в том, что данное покрытие держалось в два раза меньше, чем это было предусмотрено. Однако, далее говорится о решении данной проблемы и постоянном улучшении качества покрытия, что позволило увеличить боеготовность F-22 до 68 %.
Что касается трудоёмкости обслуживания, у F-22 она не является чрезмерно высокой и составляет 30 человеко-часов на 1 час полёта. Для сравнения, у истребителя третьего поколения F-4 «Фантом» II этот показатель составлял 35 чел.-ч/ч, а у F-104 «Старфайтер», считавшегося сложным в обслуживании — 50 чел.-ч/ч.

## Боевое применение

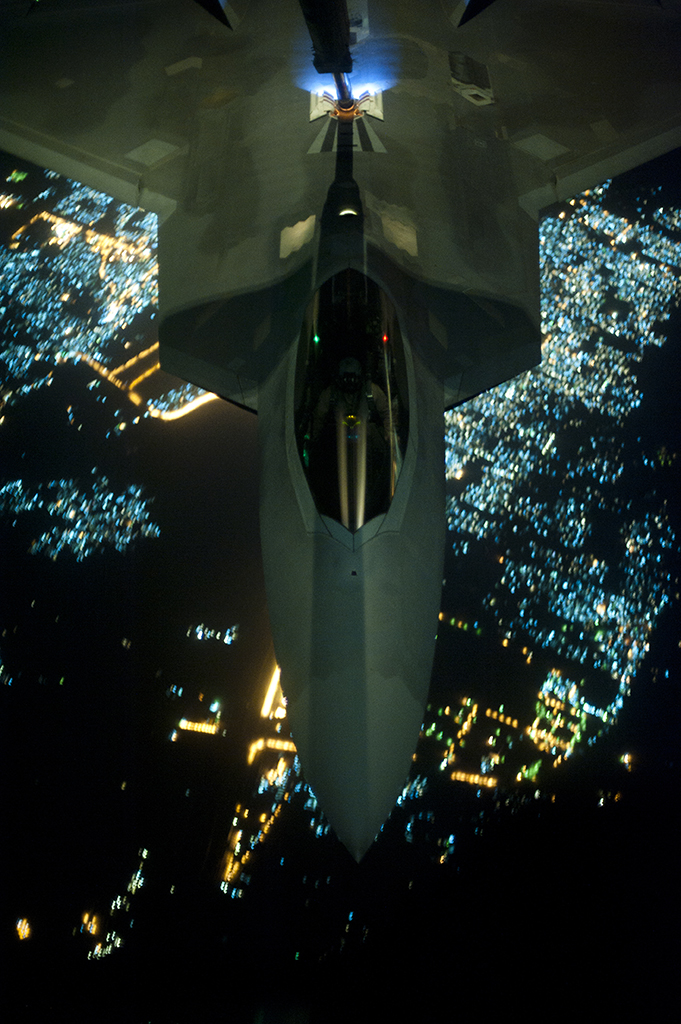
Ночная дозаправка F-22 в небе над Сирией

23 сентября 2014 года в СМИ появилась информация о первом боевом применении F-22 ВВС США против исламистов в Сирии. Самолёт нанёс удары по городу Ракка и его пригороду. К февралю 2015 F-22 выполнили по крайней мере 112 боевых заданий в небе Сирии. К июню 2015 года F-22 включались в состав каждой группы ударных самолётов, бомбящих Сирию. Описан один 11-часовой вылет, в котором F-22 наглядно продемонстрировал свою многофункциональность, выполнив ударную задачу, разведав наземные силы противника, наведя на цели другие самолёты и сопроводив бомбардировщики. В дальнейшем применение F-22 в Сирии продолжалось, в частности, в 2018 году одна эскадрилья «Рапторов» за полгода выполнила 590 вылетов.

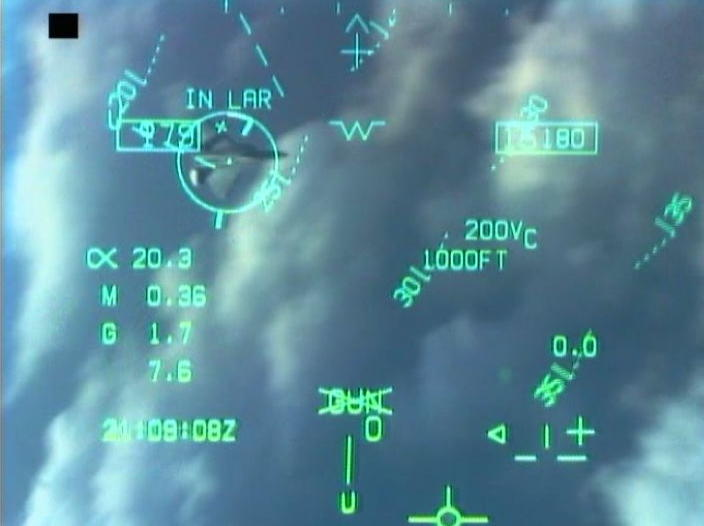
F-22 «Раптор» в прицеле истребителя F/A-18 Hornet

Когда осенью 2015 года началась военная операция России в Сирии, российские самолёты несколько раз вторгались в воздушное пространство Турции. В ответ ВВС США направили F-22 в воздушное пространство Сирии, и после того, как «Раптор» встретился в воздухе с как минимум одним российским Су-30СМ, провокации российской авиации против Турции внезапно прекратились.
В Афганистане F-22 использовались для бомбардировки лабораторий, производящих наркотики.
4 февраля 2023 года США над Атлантическим океаном применили F-22 для атаки на китайский метеорологический зонд. Использовалась одна ракета класса воздух-воздух AIM-9X Sidewinder. В операции так же участвовали два F-16, самолёт радиоразведки, самолёт «судного дня» и корабли ВМС США. Зонд c 28 января пролетел через всю территорию США с западного до восточного побережья. Первая атака F-22 против воздушного объекта признана успешной.

## Тактико-технические характеристики
Источники

### Технические характеристики
- Размах крыла: 13,56 м
- Длина самолёта: 18,90 м
- Высота самолёта: 5,09 м
- Площадь крыла: 78,04 м²
- Площадь В. О.: 16,54 м²
- Площадь Г. О.: 12,63 м²
- Экипаж: 1 человек
- Масса:

- БРЭО: 858 кг
- Пустого: 19700 кг

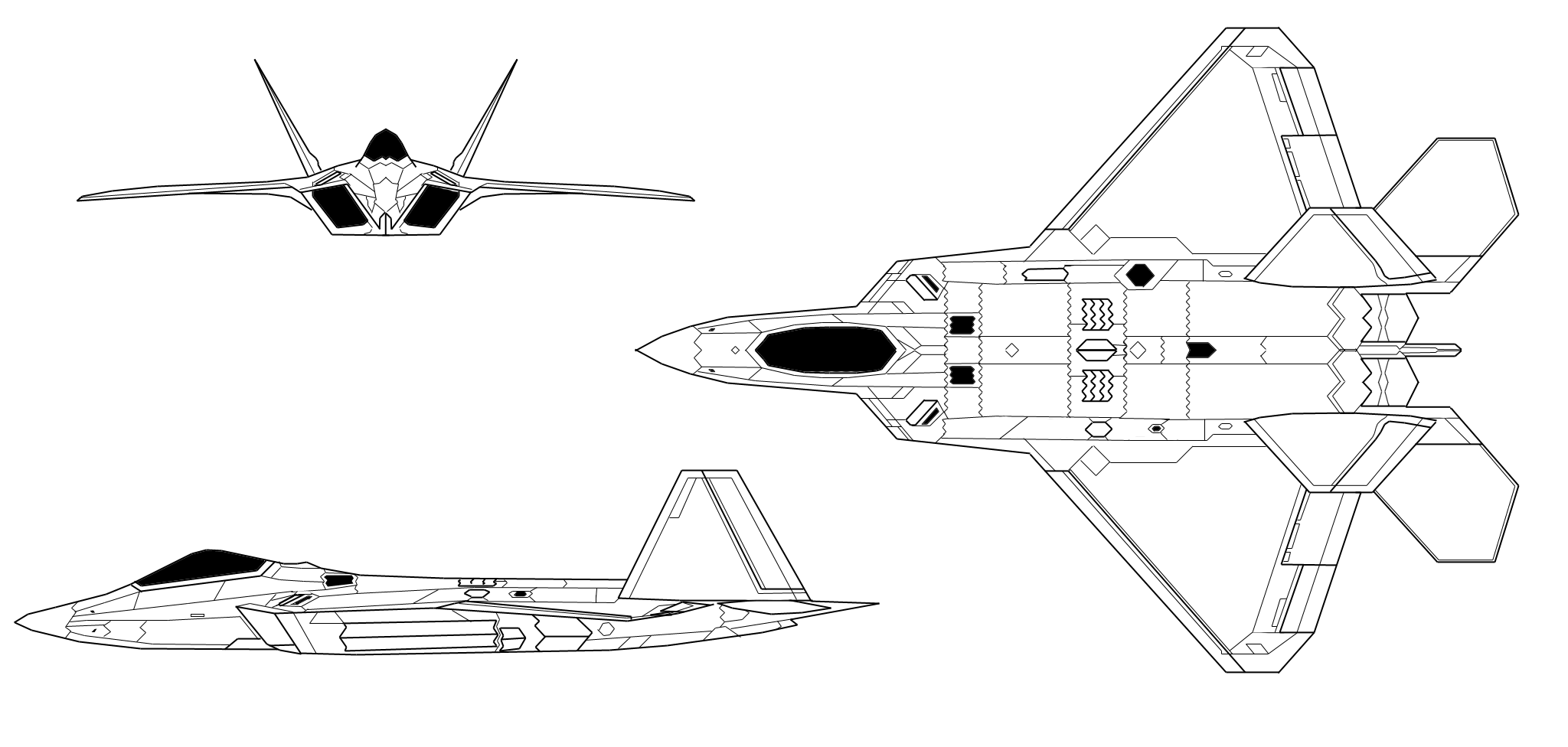
Проекции самолёта F-22A

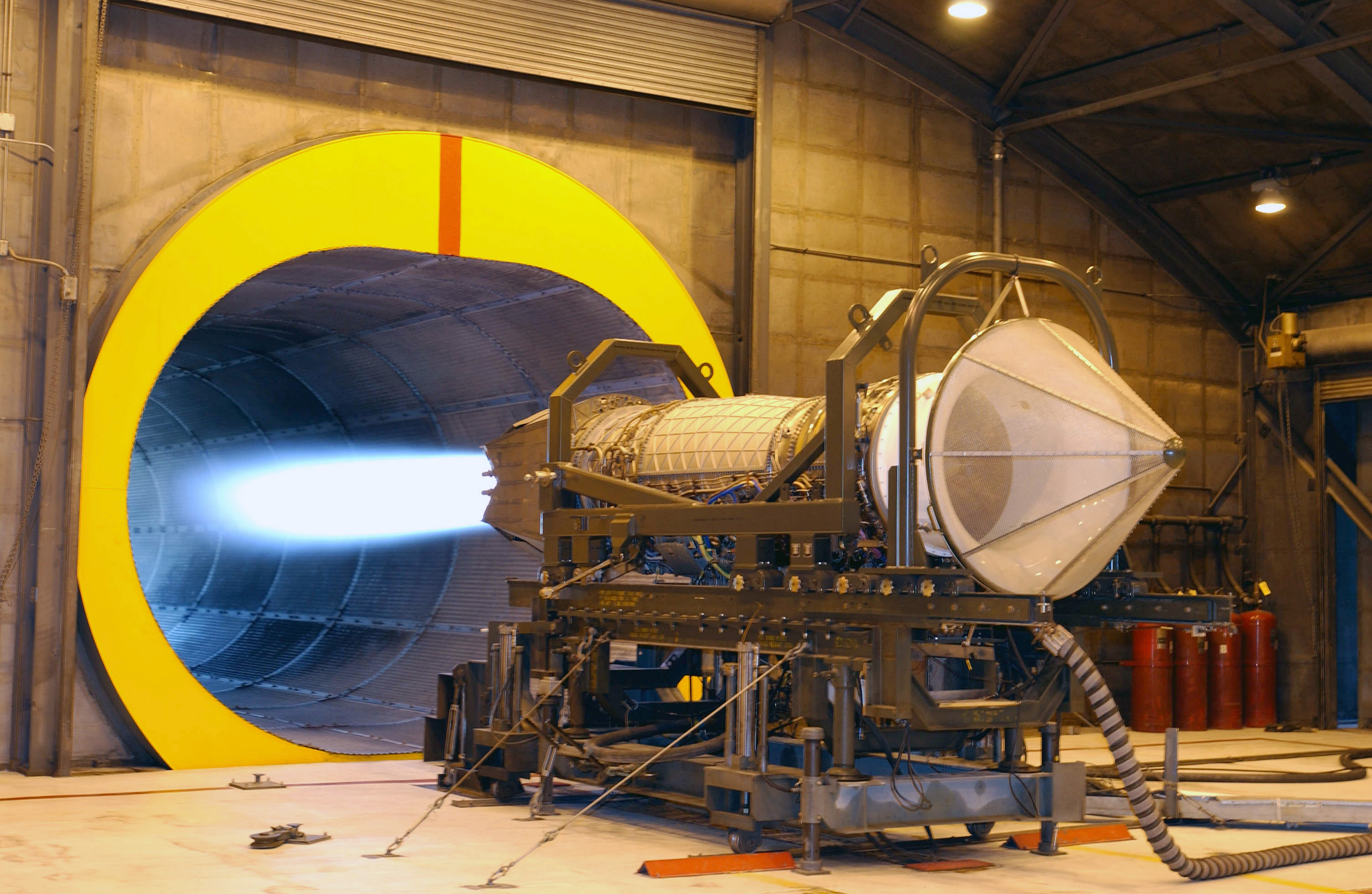
Pratt & Whitney F119

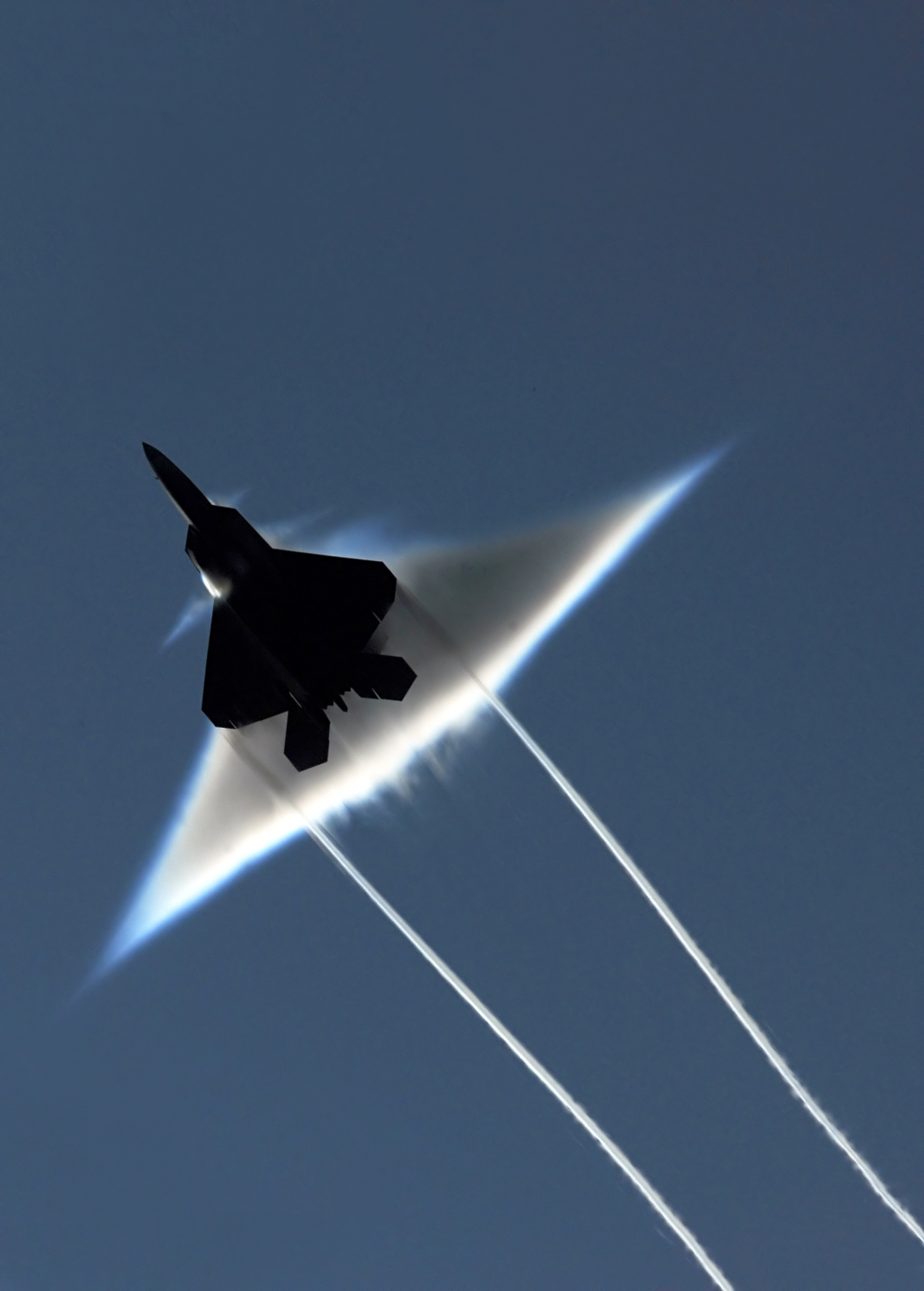
Трансзвуковой полёт над авианосцем Джон К. Стеннис

- Нормальная взлётная: 29200 кг (100 % топлива)
- Максимальная: 38000 кг
- Нагрузка:

- Нормальная: 1116 кг (6+2 УР)
- Максимальная: 10370 кг
- Топливо: 8200 кг

- С двумя ПТБ: 11900 кг

- Нагрузка на крыло:

- при максимальной взлётной массе: 487 кг/м²
- при нормальной взлётной массе: 374 кг/м²

- Процентный состав материалов в конструкции планера:

- Алюминиевые сплавы: 16 %
- титановые сплавы: 39 %
- Композиты: 24 %

- ЭПР: по данным различных источников, от 0,0001 до 0,3-0,4 м² (подробнее см. ниже)

### Двигатель
- Тип двигателя: 2х ТРДДФ Pratt & Whitney F119-PW-100
- Статическая форсированная тяга: 2 x 156 kN (15876 кгс)
- Тяговооружённость:

- при нормальной взлётной массе: 1,15
- при максимальной взлётной массе: 0,88

### Лётные характеристики
- Максимальная скорость: 2410 км/ч — максимальная (М=2,25)[55] (в мирное время максимальная скорость ограничена М=2 то есть 2124 км/ч)
- Бесфорсажная максимальная скорость: 1963 км/ч (М=1,82)
- Крейсерская скорость: 850 км/ч (М=0,8)
- Максимальная скорость у земли: 1490 км/ч (М=1,22)
- Дальность:

- с двумя ПТБ: 2960 км
- перегоночная: 3220 км
- Боевой радиус: 760 км (из них 185,2 км на бесфорсажном сверхзвуковом крейсерском режиме)

- Практический потолок: 20 000 м
- Максимальная эксп. перегрузка: 9,5 G (в мирное время 8G)
- Длина разбега: 250—450 м
- Скорость крена: 3,49 рад/с (200°/сек)
- Расчётный ресурс самолёта: 8000 ч
- Трудоёмкость технического обслуживания: 13 человеко-часов на час полёта[40] (по другим данным 30[39])

### Авионика
Источники
- БРЛС: РЛС с АФАР APG-77
- Дальность обнаружения: 225—193 км по цели с ЭПР = 1 м²
- Масса: 553,7 кг
- Максимальная средняя излучаемая мощность: 16533 Вт
- Объём: 0,565 м³
- Расход охлаждающего воздуха: 4,38 кг/мин
- Расход охлаждающей жидкости: 33,9 л/мин

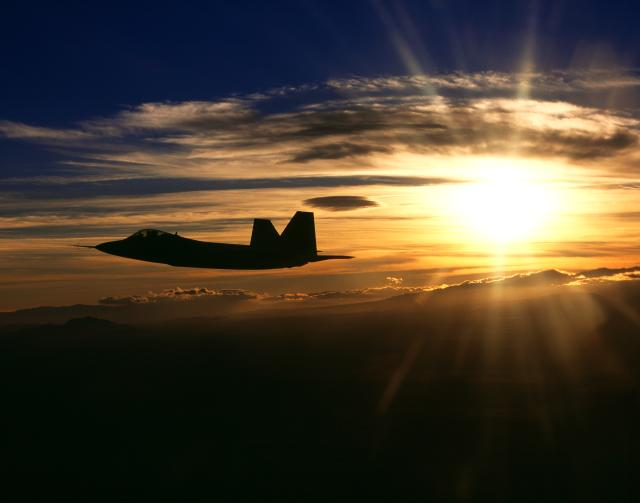
F-22 на фоне вечернего неба

[уточнить]
- Диаметр АФАР: 0,813 м
- масса: 220 кг
- Объём: 0,275 м³
- Рассеиваемая мощность: 8278 Вт
- Расход охлаждающей жидкости: 11,3 л/мин

- '''AN/ALR-94''' Станция предупреждения об облучении, состоит из 30 датчиков, расположенных в крыльях и фюзеляже, что обеспечивает на всех диапазонах перекрытие в пределах 360°.Система способна обнаруживать, сопровождать и опознавать цель, на расстоянии 460 км и более. При сближении с целью на расстояние не менее 180 км обеспечивается целеуказание для APG-77 с использованием формируемого системой ALR-94 файла сопровождения. В результате этого бортовая РЛС обнаруживает и сопровождает цель с помощью очень узкого луча (2ґ2° в азимутальной и угломестной плоскостях). ALR-94 определяет направление, тип угрозы и расстояние до неё, а затем рассчитывает расстояние, на котором РЛС противника может обнаружить F-22.Все данные поступают на бортовые дисплеи, и лётчику предоставляется своевременная графическая информация для проведения манёвров по защите самолёта. На экране основного дисплея отметки РЛС управления огнём зенитных ракет и РЛС дальнего обнаружения заключены в окружности, которые показывают их расчетную эффективную дальность ведения огня.
- '''AN/AAR 56''' ИК система предупреждения о ракетной атаке.

### ЭПР F-22
Российские исследователи, например Погосян, Лагарьков, Давиденко А. Н. (главный конструктор самолёта Су-57) давали оценку ЭПР для F-22 в пределах 0,3.
Зарубежные эксперты (Aviation Week & Space Technology, GlobalSecurity.org) со ссылкой на Lockheed Martin указывали значение ЭПР F-22 в 0,0001 — 0,0002 м² (-40 dBsm).

## На вооружении
- ВВС США — 165 F-22A на 30.9.2022[63]
  - Боевое авиационное командование — 107 ед.
    - 1-е истребительное крыло[англ.] (объединённая база Лэнгли-Юстис[англ.], Хэмптон, Вирджиния)
      - 1-я оперативная группа[англ.]
        - 27-я истребительная эскадрилья[англ.]
        - 71-я учебная истребительная эскадрилья[англ.]
        - 94-я истребительная эскадрилья[англ.]

      - Демонстрационная команда F-22[англ.]

    - 53-е крыло[англ.]
      - 53-я испытательно-оценочная группа[англ.] (авиабаза Неллис, Лас-Вегас, Невада)
        - 422-я испытательно-оценочная эскадрилья[англ.]

    - 57-е крыло[англ.] (авиабаза Неллис, Лас-Вегас, Невада)
      - Оружейная школа ВВС США[англ.]
        - 433-я оружейная эскадрилья[англ.]

  - Командование материально-технического обеспечения военно-воздушных сил[англ.] — 4 ед.
    - 412-е испытательное крыло[англ.] (авиабаза Эдвардс, Розамонд[англ.], Калифорния)
      - 412-я оперативная группа
        - 411-я лётно-испытательная эскадрилья[англ.]

  - Командование резерва военно-воздушных сил
    - 477-я истребительная группа[англ.] (объединённая база Элмендорф-Ричардсон, Анкоридж, Аляска)
      - 302-я истребительная эскадрилья[англ.]

    - 926-е крыло[англ.] (авиабаза Неллис, Лас-Вегас, Невада)
      - 926-я оперативная группа
        - 706-я эскадрилья агрессоров[англ.]

  - Тихоокеанские военно-воздушные силы — 54 ед.
    - 3-е крыло[англ.] (объединённая база Элмендорф-Ричардсон, Анкоридж, Аляска)
      - 3-я оперативная группа[англ.]
        - 90-я истребительная эскадрилья[англ.]
        - 525-я истребительная эскадрилья[англ.]

    - 15-е крыло[англ.] (объединённая база Пёрл-Харбор-Хикэм, Гонолулу, Гавайи)
      - 15-я оперативная группа[англ.]
        - 19-я истребительная эскадрилья[англ.]
- ВВС Национальной гвардии — 20 F-22A на 30.9.2022[63]
  - ВВС Национальной гвардии Вирджинии[англ.]
    - 192-е крыло[англ.] (объединённая база Лэнгли-Юстис[англ.], Хэмптон, Вирджиния)
      - 192-я оперативная группа
        - 149-я истребительная эскадрилья[англ.]

  - ВВС Национальной гвардии Гавайев[англ.]
    - 154-е крыло[англ.] (объединённая база Пёрл-Харбор-Хикэм, Гонолулу, Гавайи)
      - 154-я оперативная группа
        - 199-я истребительная эскадрилья[англ.]

## Технические происшествия
В мае 2012 года министр обороны США Леон Панетта подписал распоряжение, накладывающее существенные ограничения на полёты истребителей F-22 Raptor. Поводом для этого стали безрезультатные поиски причины сбоев бортовой системы генерации кислорода (OBOGS), жалобы пилотов на удушье и неприятные запахи в кабине. Согласно распоряжению, F-22 теперь не имеют права совершать длительные перелёты, а также всегда обязаны находиться в зоне досягаемости взлётно-посадочных полос, чтобы, в случае необходимости, пилоты могли совершить экстренную посадку. При этом, как отмечает Defense News, полёты самолётов, базирующихся на Аляске, запрещены полностью, поскольку расположенные там базы сложны для экстренной посадки.
Решение о наложении жёстких ограничений на полёты F-22 было принято вскоре после того, как ВВС США перевели несколько таких истребителей на одну из баз в юго-западной Азии, а также после публичного заявления двух пилотов о том, что они отказываются летать на Raptor. 15 мая 2012 года подкомитет Палаты представителей США по военным ассигнованиям распорядился выделить 50 миллионов долларов на установку дублирующей системы обеспечения дыхательной смесью на истребители F-22.
Истребители F-22 с начала 2011 года находятся под действием ещё одного запрета — им нельзя подниматься выше 7,6 тысячи метров. Считается, что на этой высоте при возникновении признаков удушья пилот имеет возможность снизиться хотя бы до 5,4 тысячи метров, чтобы снять маску и дышать воздухом в кабине. Кроме того, в 2011—2012 годах ВВС США несколько раз приостанавливали полёты F-22. В частности, истребители не могли подниматься в воздух с мая по сентябрь 2011 года.
ВВС США предпринимали попытки избавиться от неполадок с системой OBOGS с конца 2010 года. В ноябре 2010 года на Аляске разбился истребитель F-22 под управлением пилота Джеффри Хэни. По данным следственной комиссии, которую возглавлял генерал в отставке Грегори Мартин (Gregory Martin), причиной катастрофы стало неверное функционирование OBOGS, из-за чего Хэни начал испытывать удушье. При этом на погибшего пилота возложили ответственность за катастрофу.
В ходе проведённых проверок удалось выявить источник проблемы. По данным Пентагона, им оказался жилет, который носят пилоты, чтобы облегчить дыхание при пониженном давлении кабины F-22: при высоких перегрузках он слишком сильно надувался и мешал нормально дышать. В результате последовавшей в связи с этим модернизации, с целью обеспечения лучшего притока воздуха были произведены два существенных изменения. Во-первых, был заменён клапан в жилете, поддерживающем давление лётчиков: теперь он реагирует на смену давления в кабине и сдувается, когда в нём нет необходимости. А во-вторых, был увеличен объём воздуха, поступающего пилоту. Такое изменение стало возможно после удаления фильтра, определявшего наличие загрязнений в присутствующем в системе кислороде. При этом возможность загрязнения была исключена в принципе.
После получения гарантий того, что принятые корректирующие меры позволят свести к минимуму возникающие у пилотов F-22 признаки гипоксии, Пентагон одобрил запланированное ВВС последовательное снятие ограничений на полёты начиная с 24 июля 2012 года.
На стартовавших 4 декабря 2017 года в Республике Корея крупных американо-южнокорейских учениях ВВС Vigilant ACE истребитель-невидимка США F-22 не смог самостоятельно доехать до ангара после приземления, что потребовало вызова специального тягача. Военные США никак не прокомментировали инцидент.

## Лётные происшествия

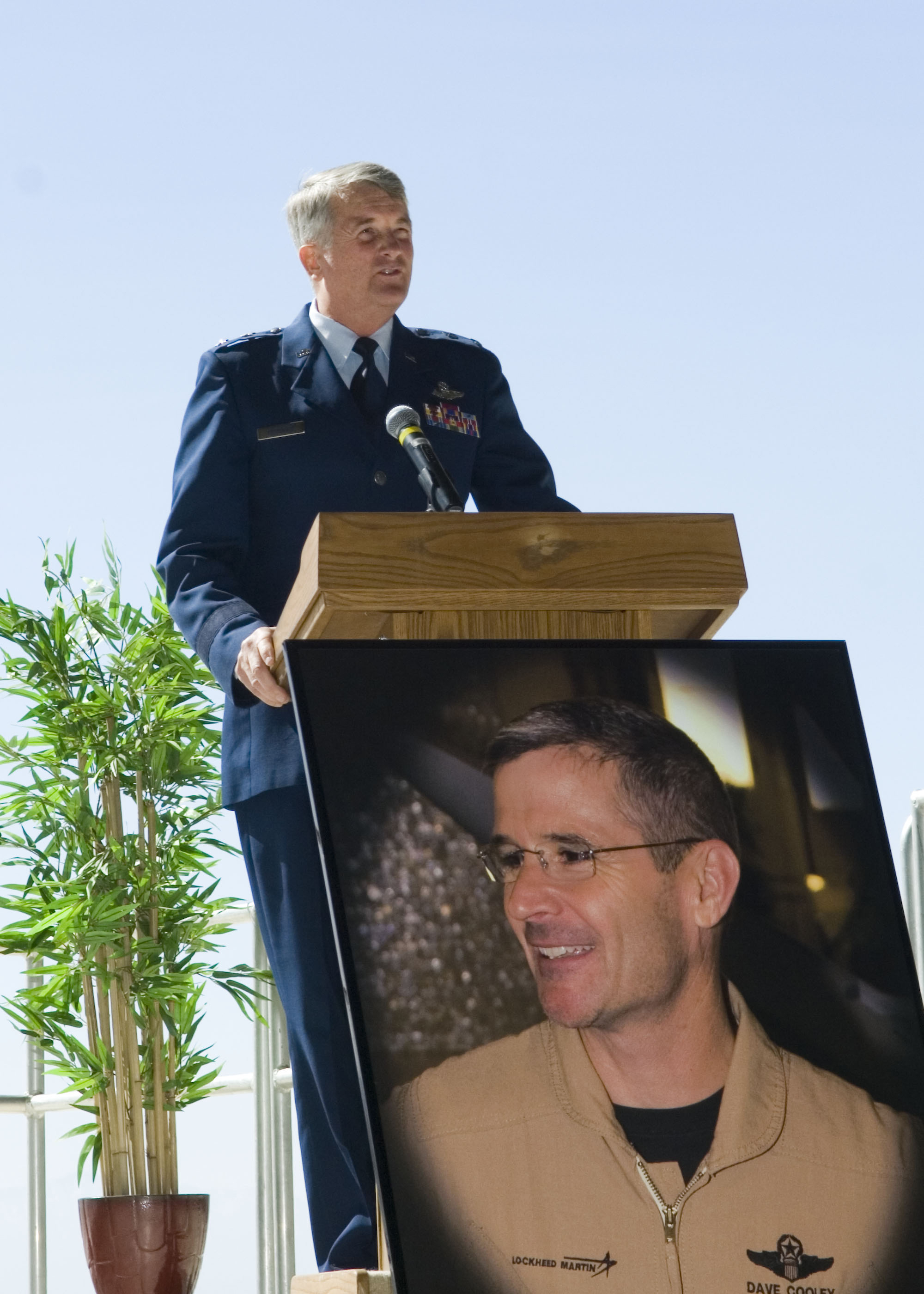
Похороны пилота Дэвида Кули, погибшего при падении F-22

По состоянию на ноябрь 2012 года, в лётных происшествиях было потеряно пять истребителей F-22 Raptor:
- 25 апреля 1992 года прототип YF-22A (сер. номер 87-0701) потерпел аварию при посадке на авиабазе Эдвардс. Пилот Том Моргенфельд не пострадал. Самолёт списан[69].
- 20 декабря 2004 года в 15:40 F-22A Block 10 (сер. номер 00-4014[70]), приписанный к 422-й испытательно-оценочной эскадрилье 53-го крыла ВВС США, разбился при взлёте с авиабазы «Неллис», пилот катапультировался[70].
- 25 марта 2009 года в 10:30 F-22A Block 10 (сер. номер 91-4008[71]), приписанный к 411-й испытательной эскадрилье 412-го испытательного крыла ВВС США, разбился в пустыне Мохаве штата Калифорния, рядом с авиабазой Эдвардс, во время испытательного полёта[72], 49-летний пилот Дэвид Кули погиб[73][74].
- 16 ноября 2010 года в 19:40 F-22A Block 30 (сер. номер 06-4125[75]), приписанный к 525-й истребительной эскадрилье 3-го крыла ВВС США, разбился в 160 километрах от Анкориджа при выполнении парного тренировочного полёта. Пилот — Джеффри Хэни — погиб[76][77]. Причиной катастрофы первоначально была названа ошибка пилота[78], однако детальное расследование установило, что в действительности имел место перегрев двигателя, который вызвал аварийное отключение системы кондиционирования воздуха (ECS) и бортовой системы генерации кислорода (OBOGS)[79][80].
- 15 ноября 2012 года F-22A Block 10 (сер. номер 00-4013[81]), приписанный к 43-й истребительной эскадрилье 325-го истребительного крыла ВВС США, упал в лесистой местности около шоссе 98. Авария произошла во Флориде недалеко от авиабазы ВВС США «Тиндалл»[82]. Пилот самолёта успел катапультироваться[83][84].
- 15 мая 2020 года в 09:15 F-22A, приписанный к 43-й истребительной эскадрилье и входящий в состав 325-го истребительного авиакрыла, базирующегося на авиабазе «Эглин[англ.]», потерпел катастрофу во Флориде при выполнении учебного полета. Место аварии находилось в 12 милях к северо-востоку от главной базы «Эглин» на учебном полигоне[85][86].

В 2011 году общий налёт F-22 превысил 100 000 часов. С начала эксплуатации в ВВС США по октябрь 2015 года средний налёт на потерю составил 56 180 часов.
На март 2022 года парк истребителей F-22 потерпел 32 аварии класса «A» (авиакатастрофы со смертельным исходом, потерей самолёта или ущербом на сумму более 2 500 000 долларов) и 50 аварий класса «B» (аварии, повлекшие за собой серьёзные травмы или ущерб в размере от 500 000 долларов до 2 500 000 долларов).

## Критика
Отсутствие инфракрасных поисковых и трековых датчиков делает F-22 «слепым» в инфракрасном диапазоне и лишает возможности поиска тепловых сигнатур самолётов противника. В полной мере этот недостаток проявил себя во время операций сил Коалиции в Сирии. Командир 95-й экспедиционной истребительной эскадрильи ВВС США, расквартированной на авиабазе Аль-Дафра в ОАЭ, в интервью изданию Aviation Week рассказал, что F-22 не снабжён необходимым набором инфракрасных и оптических устройств, которые бы позволяли оперативно определять, чей именно самолёт находится вблизи в ночное время. К F-22 добавляются усовершенствованные инфракрасные устройства поиска и сопровождения, а испытания начнутся в 2022 году. Помимо этого F-22 лишён возможности самостоятельно передавать информацию через тактическую систему обмена данными Link 16, которую используют другие американские самолёты. В результате пилоты F-22 вынуждены передавать данные по рации, что моментально их демаскирует. После задержек интеграция Link 16 была наконец добавлена в 2021 году.
Также у F-22 отсутствуют радары бокового обзора, позволяющие направлять выпущенную ракету, продолжая передачу данных сопровождения после отклонения более чем на 90 градусов от курса ракеты. Без такого радара F-22 будет вынужден сохранять курс на сближение с вражеским самолётом, становясь уязвимым для удара противника.